# Hantili I
Hantili I, Hantilis I – król hetycki w latach 1590-1560 p.n.e., szwagier Mursili I. Za jego panowania w wyniku najazdu Hurytów utracona została północna Syria. Dodatkowo pojawiło się zagrożenie ze strony ludu Kaska, zamieszkującego obszary położone na północny zachód od granic królestwa Hetytów. W celu ochrony rozpoczęto budowę twierdz i fortyfikacje stolicy Hattusas.
Jego następcą był Zidanta I, po wymordowaniu dzieci Hantili I.